# GoldenEye (chanson)
Pour les articles homonymes, voir Goldeneye (homonymie) et L'Œil d'or (homonymie).
Singles de Tina Turner
Proud Mary
(1993) Whatever You Want
(1996)
Chansons de James Bond
If You Asked Me To
(1989) Tomorrow Never Dies
(1997)
Clip vidéo
[vidéo] « Tina Turner - Golden Eye (1995) », sur YouTube
GoldenEye est un single pop rock de Tina Turner, écrit et composé par Bono et The Edge du groupe U2. Le titre est la musique de film et le générique de GoldenEye, 17e film de la série James Bond, réalisé par Martin Campbell en 1995, avec Pierce Brosnan dans le rôle-titre.

## Histoire

Logo du film GoldenEye.

L'équipe du film avait d'abord pensé à Depeche Mode pour la chanson de GoldenEye. Mais leur emploi du temps ne leur permettait pas de participer au projet. Par la suite, ils demandèrent au groupe Ace Of Base d'enregistrer une démo, mais cette dernière ne fut pas à leur goût.
Les studios demandèrent alors à Bono et Edge de s'y coller. Dès qu'ils ont su que Tina Turner avait été choisie par la production pour interpréter le générique du prochain film GoldenEye de James Bond, Bono et The Edge du groupe U2 lui ont écrit cette chanson, inspirée du James Bond Theme, durant un séjour dans la célèbre résidence Goldeneye en Jamaïque dans la mer des Caraïbes aux Bahamas de Ian Fleming (1908-1964) (après avoir baptisé cette villa d'après son opération Goldeneye de la Seconde Guerre mondiale, ce dernier y passe tout ses hivers de 1946 à sa disparition en 1964, pour y créer et rédiger sa célèbre saga de roman d'espionnage et de scénarios de films à succès international, du célèbre agent secret britannique James Bond 007. I have found the weaknesses of the Golden Eye, The Golden Eye will fulfill all my desires, The Golden Eye has no time to soften, But with a bitter kiss you can bring him to his knees, It's a trap lined with honey and gold, That I have for you tonight, My revenge will be a kiss, that I will not miss this time, Now I have you Eye, With an Eye of Gold. « J'ai trouvé les faiblesses de l'Œil d'Or, L'Œil d'Or réalisera tous mes désirs, L'Œil d'Or n'a pas le temps de s’attendrir, Mais d'un baiser amer tu peux le faire mettre à genoux, C'est un piège garni de miel et d'or, Que j'ai pour toi ce soir, Ma revanche sera un baiser, que je ne manquerai pas cette fois, Maintenant je t'ai à l'Œil, Avec un Œil en Or... ».
Le titre est produit par le producteur britannique Nellee Hooper (connu pour son travail avec Massive Attack, Madonna, U2, ou Björk). Le clip vidéo de la chanson est réalisé par Jake Scott. La chanson sort en single le 7 novembre 1995, et est incluse dans l'album GoldenEye (bande originale) du film, ainsi que dans le 9e album studio de Tina Turner Wildest Dreams de 1996 (vendu à près de 6 millions d'exemplaires dans le monde) suivi de sa tournée mondiale à grand succès Wildest Dreams Tour.

## Liste des pistes
- Version bande-originale / version album  – 4:43
- Single edit /Wildest Dreams version album  – 3:31
- Clip – 3:20

## Remixes et reprises
- A/C Mix – 4:02
- Urban A/C Mix (Dave Hall) – 4:58
- Club Edit (David Morales) – 4:02
- Morales Club Mix – 10:00
- Morales 007 Dub – 9:37
- Morales Dub of Bond – 5:36

### Reprises
- 1999 : le rappeur français Kohndo sample la chanson pour son titre Survivre.
- 2008 : Lil Mass, autre rappeur français, la sample pour son morceau Beatdown.
- 2008 : le groupe de rock alternatif finlandais End of You reprend le titre sur son album Mimesis.
- 2012 : Nicole Scherzinger reprend le titre dans les crédits d'ouverture du jeu vidéo GoldenEye 007.
- 2012 : une version instrumentale est jouée dans les crédits d'ouverture du jeu vidéo 007 Legends.

## Classements
| Classement                                    | Meilleure Position |
| --------------------------------------------- | ------------------ |
| Pologne                                       | 2                  |
| France                                        | 3                  |
| Union européenne (Top 100)                    | 3                  |
| Finlande                                      | 3                  |
| Suisse                                        | 3                  |
| Autriche                                      | 5                  |
| Belgique - Région wallonne                    | 6                  |
| Italie                                        | 6                  |
| Suède                                         | 6                  |
| Allemagne                                     | 8                  |
| Belgique - Région flamande                    | 9                  |
| Norvège                                       | 9                  |
| UK Singles Chart                              | 10                 |
| Espagne                                       | 12                 |
| Irlande                                       | 15                 |
| Pays-Bas                                      | 17                 |
| Billboard Dance Music/Club Play Singles Chart | 22                 |
| Billboard Hot R&B Singles                     | 89                 |
| Australie                                     | 99                 |